# Papírkivágás

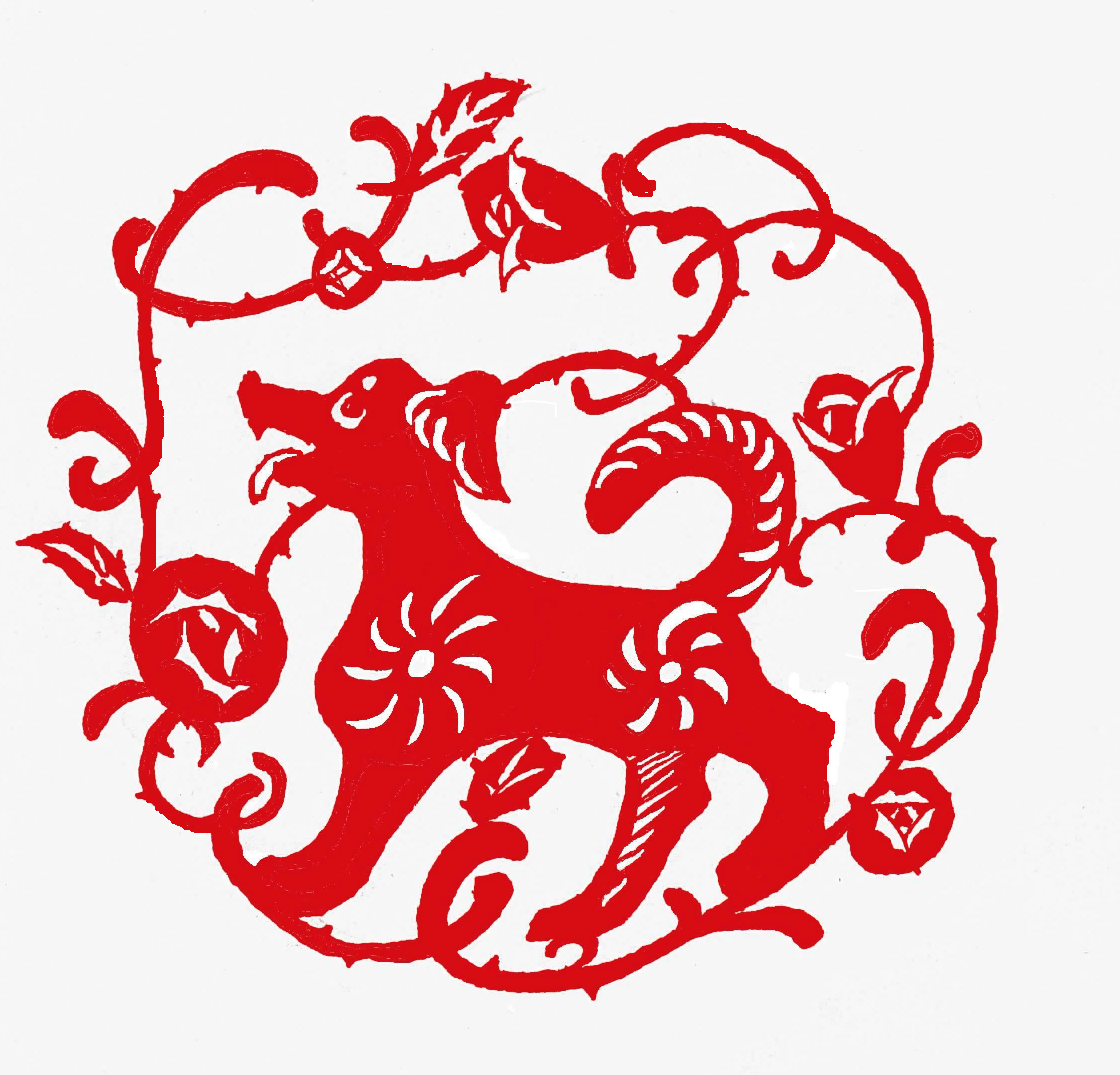
Kínai papírkivágás, a 6. század óta gyakorlatilag változatlan stílusban

A papírkivágás mint művészeti ág, papírból minták, díszítmények készítését jelenti. Világszerte elterjedt, különféle stílusai vannak.

## Története
A legrégibb ismert papírkivágás egy szimmetrikus kör, amely a 6. századból, származik; Hszincsiang-Ujgur Autonóm Területban találták meg. A Szong- és a Tang dinasztiák alatt széles körben népszerűvé vált a papírkivágás, majd a 8-9. században tovább terjedt Nyugat-Ázsiában és a 16. századra elérte Törökországot – ezután elterjedt Közép-Európában is.

## Kínai
A kínai papírkivágás neve Jianzhi (剪紙). Története a 6. századra nyúlik vissza. Főleg egészségügyi és dekorációs célokra használták. A leggyakrabban használt színe a piros. Ezek a kivágások gyakran ábrázolják a kínai állatöv állatait.
A kínai papírkivágás szerepel az UNESCO világörökségi listáján.
A modern papírkivágás ugyan kommersszé vált, de nagyon népszerű, például olyan ünnepségeken, mint a kínai húsvét vagy az esküvők.

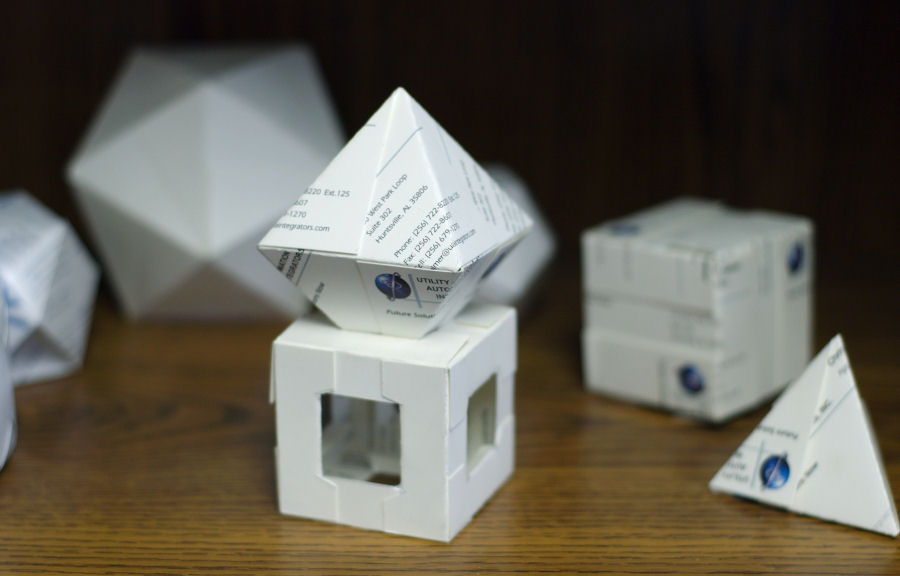
Japán kirigami

## Indonéziai
Az indonéz papírkivágást is a kínai hagyományok befolyásolták. Különlegessége a batiknak a papírkivágással való kombinációja.

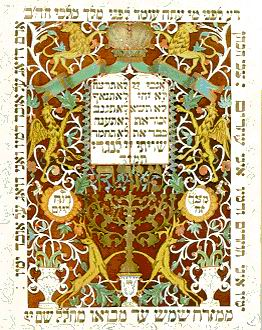
Mizrah kivágás, Kelet-Európa, 19. század

## Indiai
Az indiai papírkivágás neve sanjh.

## Mexikói

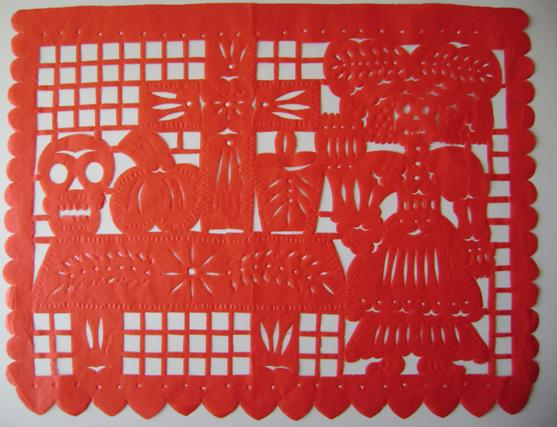
Egy papel picado

A papel picado a mexikói képzőművészet része.

## Svéd
Sajátos papírkivágással készülnek a karácsonyi papírvirágok és a rojtos cukorkatartók.

## Svájci
Különösen a Pays-d'Enhaut tájékon készül papírkivágások nevezetesek.

## Nevezetes papírkivágó művészek
- Joanna Koerten (1650–1715), holland
- Hans Christian Andersen (1805–1875) dán
- Lotte Reiniger (1899–1981), árnyfilmek készítője
- Jad Fair (1954- ), amerikai képzőművész és zenész
- Jeanette Kuvin Oren (1961- ), amerikai
- Peter Callesen (1967- ), dán
- Kara Walker (1969- ), modern afroamerikai képzőművész
- Nahoko Kojima (1981- ), japán
- Nikki McClure, amerikai
- William Schaff (1973- ), amerikai
- Rob Ryan, amerikai

## Lásd még
- Henri Matisse